# 两当轩集·杂感
两当轩集·杂感是清朝诗人黄仲则诗作，其中造就了「百无一用是书生」之名句，同时亦为七字成语，现紧缩为“百无一用”。该诗句现已为许多人所引用，多为处事无奈，或理想得不到实现，或虽有满腹经纶却不为主流意识所认同。

## 诗歌全文
- 仙佛茫茫两未成，只知独夜不平鸣。
- 风蓬飘尽悲歌气，泥絮沾来薄幸名。
- 十有九人堪白眼，百无一用是书生。
- 莫因诗卷愁成谶，春鸟秋虫自作声。

## 背景
黄仲则16岁那年，在3000人中取得童生试第一名，考取秀才。他19岁时参加江宁府乡试，却名落孙山，于是愤激地写下这首《杂感》诗。抨击封建社会腐朽的官场，同时也是发泄内心的不平。

## 意义
该句泛指封建社会的文人志大才疏，眼高手低，没有什么大作为；也可用作自谦之辞，自我贬低，形容自己毫无用处。同时也被人们用来嘲笑和讥讽那些大事做不了，小事不屑做的书呆子。但此句的本义却是抒发怀才不遇，谴责封建社会的黑暗腐朽。

## 评价
在治芳的《“薄命诗人” 黄仲则——为纪念黄仲则逝世二百周年而作》中，对这首诗有如下评价：
才从少年跨入青年的他，“悲”和“愁”已如此沉重, 成了不堪忍受也无力摆脱的心灵负担了。大凡物不平则鸣, 连生活在所谓“盛世”的书生竞也发出“识字真多累，为儒例合轻”(《济南病中杂诗》)的悲叹，又怎能叫诗人违心地去唱欢乐之歌? !